# Nitrofurazone
| Nitrofurazone            | Nitrofurazone                     |
| ------------------------ | --------------------------------- |
|                          |                                   |
| Caratteristiche generali |                                   |
| Formula                  | C6H6N4O4                          |
| Massa Molare             | 198.14 g/mol                      |
| Modello 3D (Jmol)        | Immagine Interattiva              |
| SMILES                   | O=[N+]([O-])c1oc(/C=N/NC(=O)N)cc1 |

 Il nitrofurazone è un derivato nitrofuranico dotato di attività antibatterica nei confronti di diversi batteri gram-positivi e gram-negativi. Il suo nome commerciale è Furacin.
Ha attività battericida nei confronti dei batteri che più frequentemente causano infezioni superficiali, pertanto il nitrofurazone viene utilizzato topicamente come crema o unguento allo 0,2% nel trattamento delle infezioni di superfici cutanee destinate al trapianto.